# Krolevec'
'Krolevec' (in ucraino Кролевець?, Krolevec, [krɔɫeˈʋɛt͡sʲ]) è una città dell'Ucraina (22 111 abitanti) situata nel distretto di Konotop, nell'oblast' di Sumy. Ospita l'amministrazione della comunità territoriale di Krolevec', una delle comunità territoriali dell'Ucraina.
Fino al 18 luglio 2020 Krolevec' è stata il centro amministrativo del distretto di Krolevec', abolito come parte della riforma amministrativa dell'Ucraina. L'area del distretto di Krolevec' è stata trasferita al distretto di Konotop.